# Kaznějovský potok
Kaznějovský potok je malý vodní tok v okrese Plzeň-sever. Je dlouhý 6,5 km, plocha jeho povodí měří 25,3 km² a průměrný průtok v ústí je 0,05 m³/s.

## Průběh toku
Potok pramení asi dva kilometry západně od Kaznějova, ale místo označené jako pramen se nachází v prostoru kaolinového lomu. Potok nicméně teče směrem na východ do Kaznějova, za kterým se stáčí na sever a vtéká do úzkého hlubokého údolí. Opouští ho přibližně po čtyřech kilometrech na okraji Nebřezin a vzápětí se v nadmořské výšce 312 metrů vlévá do Střely. Celý potok protéká pouze Plaskou pahorkatinou.